# KANAZAWA HOT 100
『KANAZAWA HOT 100』（カナザワ ホット ワンハンドレッド）は、エフエム石川で、かつて毎週金曜日に放送していた同局のオリジナルチャートを発表する番組（カウントダウン番組）である。放送開始日は1999年4月2日。

## 概要
この番組は、JFL各局が毎週日曜日に企画ネットで放送しているカウントダウン番組『HOT 100』とはまったく無関係である。ちなみに金沢でもえふえむ・エヌ・ワンで『TOKIO HOT 100』を2009年3月まで聞くことが出来た（それ以降もLISMO WAVEやUSENによる再送信チャンネルなどで聞くことは可能）。
放送時間は、番組開始当初は4時間だったがその後放送時間が短縮し、番組終了時には1時間と『HOT 100』としてはかなり短かった。
アーティストのインタビューが放送される場合、インタビュー以外の時間にチャートを発表することになり、楽曲の「サビ」の部分しか放送されないことがある。放送時間が1時間になってからは、新しくエントリーした楽曲しか紹介されなくなった。
2012年9月28日をもって、番組開始からパーソナリティを務めてきた井上浩二が降板し、さらに翌年の2013年3月29日をもって番組終了。14年の放送に幕を閉じた。

チャート自体は金曜のワイド番組『Wanna happiness!! -kiss,hug,kisses-』へ移動、【HELLO FIVE RECOMMEND CHART SPIN THE 30】と銘打って放送している。

## 特徴
公式ページにおいて、ランクインされているアーティストの漢字の間違いが多い（過去に「新垣結衣」が「新垣由衣」となっていたり、「牧野由依」が「牧野由衣」となっていた）。

## パーソナリティ
- 松岡理恵（終了時点）

## 放送時間の変遷
以下、すべてJST
- 1999年4月2日 - 2003年3月28日：18:00 - 21:55
- 2003年4月4日 - 2008年3月28日：18:00 - 20:55
- 2008年4月4日 - 2012年9月28日：18:00 - 19:55
- 2012年10月5日 - 2013年3月29日：18:00 - 18:55

## テレビ金沢 HOT1 プログラム
2014年3月3日から3月14日までに放送されたミニ番組で、テレビ金沢で放送される今夜のオススメ番組を1番組紹介するものであった。『となりのテレ金ちゃん』の放送時間が3時間に拡大して1周年を記念して、「となりのテレ金ちゃん大プレゼントキャンペーン」の一環として放送。井上浩二がパーソナリティとして出演し、『KANAZAWA HOT 100』のランキング発表を彷彿させる構成となった。
放送時間
- 15:55 - 16:00（3月3日 - 3月6日、3月8日、3月10日 - 3月13日）
- 17:30 - 17:35（3月7日・3月14日）
- 17:55 - 18:00（3月9日）

紹介番組
太字はスペシャル。一部を除き紹介された番組は北國新聞の番組表にも掲載されている。
- 3月3日：しゃべくり007
- 3月4日：解決!ナイナイアンサー
- 3月5日：1億人の大質問!?笑ってコラえて!
- 3月6日：秘密のケンミンSHOW
- 3月7日：ネプ&イモトの世界番付
- 3月8日：天才!志村どうぶつ園
- 3月9日：世界の果てまでイッテQ!
- 3月10日：人生が変わる1分間の深イイ話
- 3月11日：幸せ!ボンビーガール
- 3月12日：ザ!世界仰天ニュース
- 3月13日：秘密のケンミンSHOW（北國新聞掲載の番組は『ダウンタウンDX』）
- 3月14日：金曜ロードSHOW!・神様のカルテ